# Физический контакт (психология)

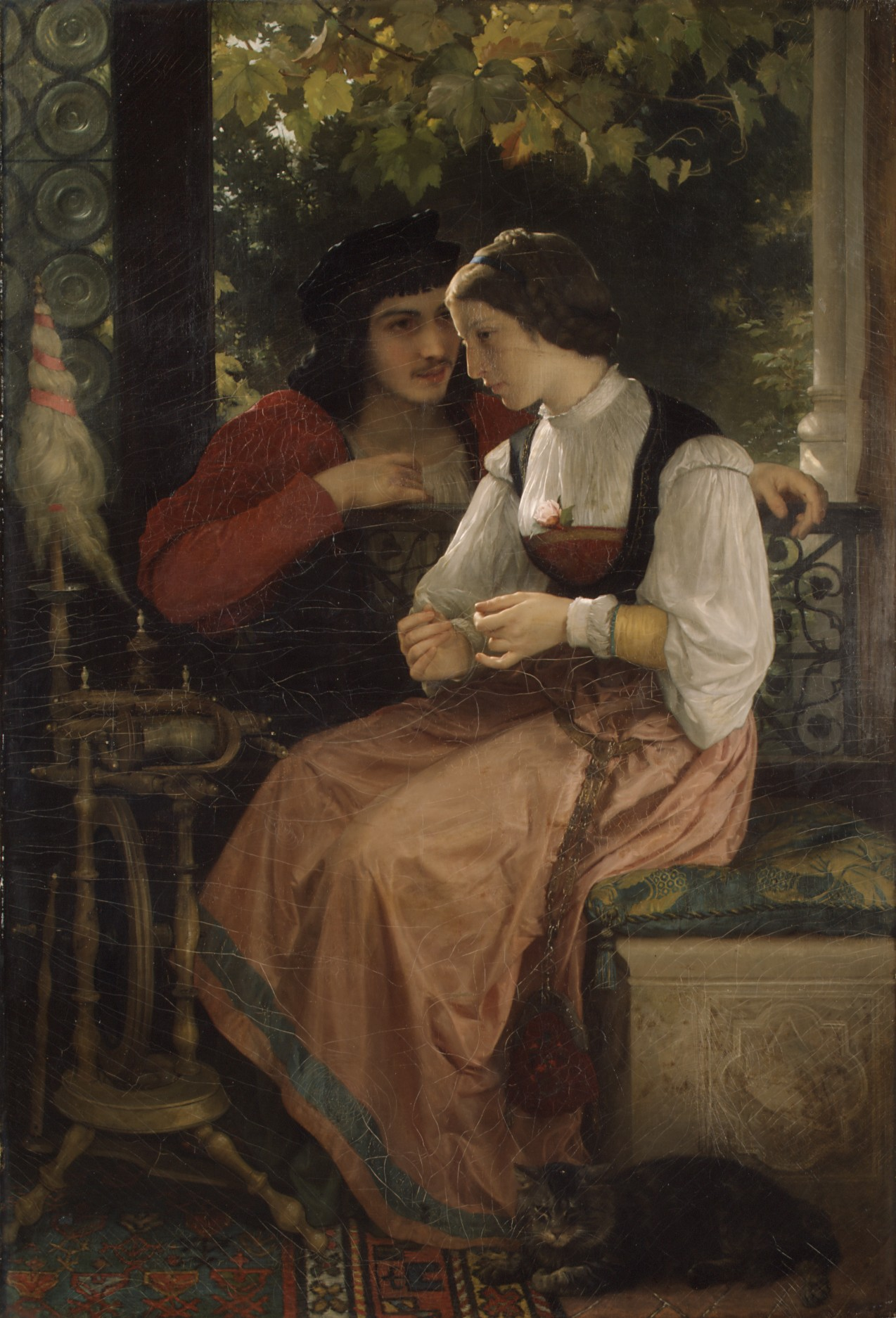
«Предложение». Картина Вильяма-Адольфа Бугро (1872 г.)

Физический контакт или физическая близость — любой телесный контакт между людьми, который также используется в контексте социального поведения (проксемика) в различных проявлениях).
Физический контакт сопутствует, как правило, выражению чувств, включая дружбу, платоническую любовь, романтическую любовь или сексуальное влечение. Примеры физической близости включают нахождение в чьем-то личном пространстве, держание за руки, объятия, поцелуи, ласки и сексуальную активность. Физическая близость часто может передать смысл или намерения индивида лучше чем речь. Физическая близость может иметь место между любыми людьми, но, поскольку она часто используется для передачи положительных и интимных чувств, чаще всего это происходит у людей, у которых ранее существовали отношения, будь то семейные, платонические или романтические, причем романтические отношения имеют повышенную физическую близость. Было отмечено несколько форм романтических прикосновений, включая держание за руки, объятия, поцелуи, а также ласки и массаж. Физическая привязанность тесно связана с общими отношениями и удовлетворенностью партнера.
Физическая близость не обязательно включает прикосновения; однако определённая близость необходима. Например, продолжительный зрительный контакт считается формой физической близости, аналогичной прикосновению. Когда человек входит в чужое личное пространство с целью близости, это физическая близость, независимо от отсутствия реального физического контакта.
Большинство людей участвуют в физической близости, которая является естественной частью межличностных отношений и человеческой сексуальности; исследования показали, что это полезно для здоровья. Объятие или прикосновение могут привести к выбросу гормона окситоцина и снижению уровня гормонов стресса.
Из-за важной роли, которую языковое общение играет для людей, роль прикосновения часто недооценивается; однако есть достаточно доказательств того, что физическое прикосновение по-прежнему играет важную роль в повседневных человеческих отношениях. Хотя люди часто общаются устно, они также участвуют в тесном контакте. Физические прикосновения имеют эмоциональные и социальные коннотации, которые часто намного перевешивают все, что можно выразить с помощью языка.
Побуждения к физической близости могут иметь различную природу. В холодное время года люди, как и другие животные, стремятся к физической близости друг с другом как к средству терморегуляции. Некоторые формы физического прикосновения среди обезьян, включая человекообразных, выполняют несколько функций, включая очистку, удаление вшей и социальный груминг. 
Некоторые формы физической близости могут быть восприняты негативно. Это отношение особенно заметно среди людей с гаптофобией. Одно исследование показало, что обычно разрешен более высокий уровень физической близости между ближайшими членами семьи, чем между родственниками второй степени родства. Обычно более строгое отношение существует к прикосновениям вблизи эрогенных зон, что у большинства народов относится к гениталиям, ягодицам и женской груди.

## Развитие

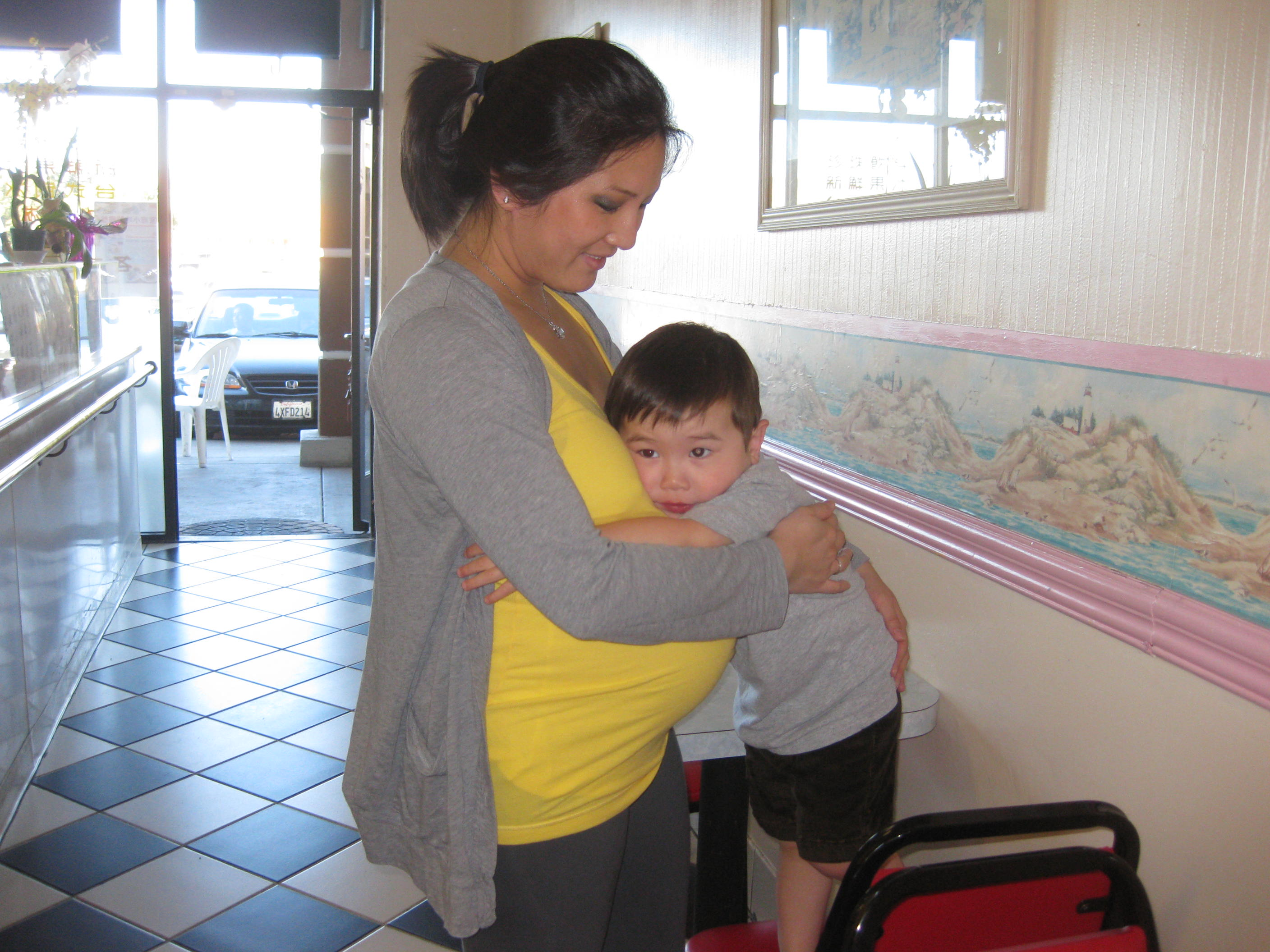
Беременная мать обнимает сына.

Физическая привязанность и близость, по-видимому, играют чрезвычайно важную роль в младенчестве и детстве. Кожа является самым большим органом чувств и развивается первым. Люди испытывают прикосновение ещё во время внутриутробного развития, когда плод начинает получать сенсорную информацию от контакта с брюшной стенкой матери. После появления на свет младенцы получают значительное количество прикосновений: их держат на руках, обнимают и кормят грудью. Эти прикосновение служат для успокоения младенцев; контакт с кожей матери получил название «уход кенгуру» (англ. Kangaroo care). Поскольку зрение и слух младенцев ещё не развит, они знакомятся окружающим миром в основном через осязание.
Недостаток ласковых прикосновений со стороны матери, например, в сиротских домах, приводит к задержке когнитивного и нервного развития. Эти задержки, по-видимому, сохраняются в течение многих лет, а иногда и всей жизни. Исследования показывают, что, если депрессивные матери делают своим младенцам массаж, это приносит пользу как ребёнку, так и им самим, ускоряя рост и развитие младенцев и снижая остроту депрессии у матерей.

## Личное пространство

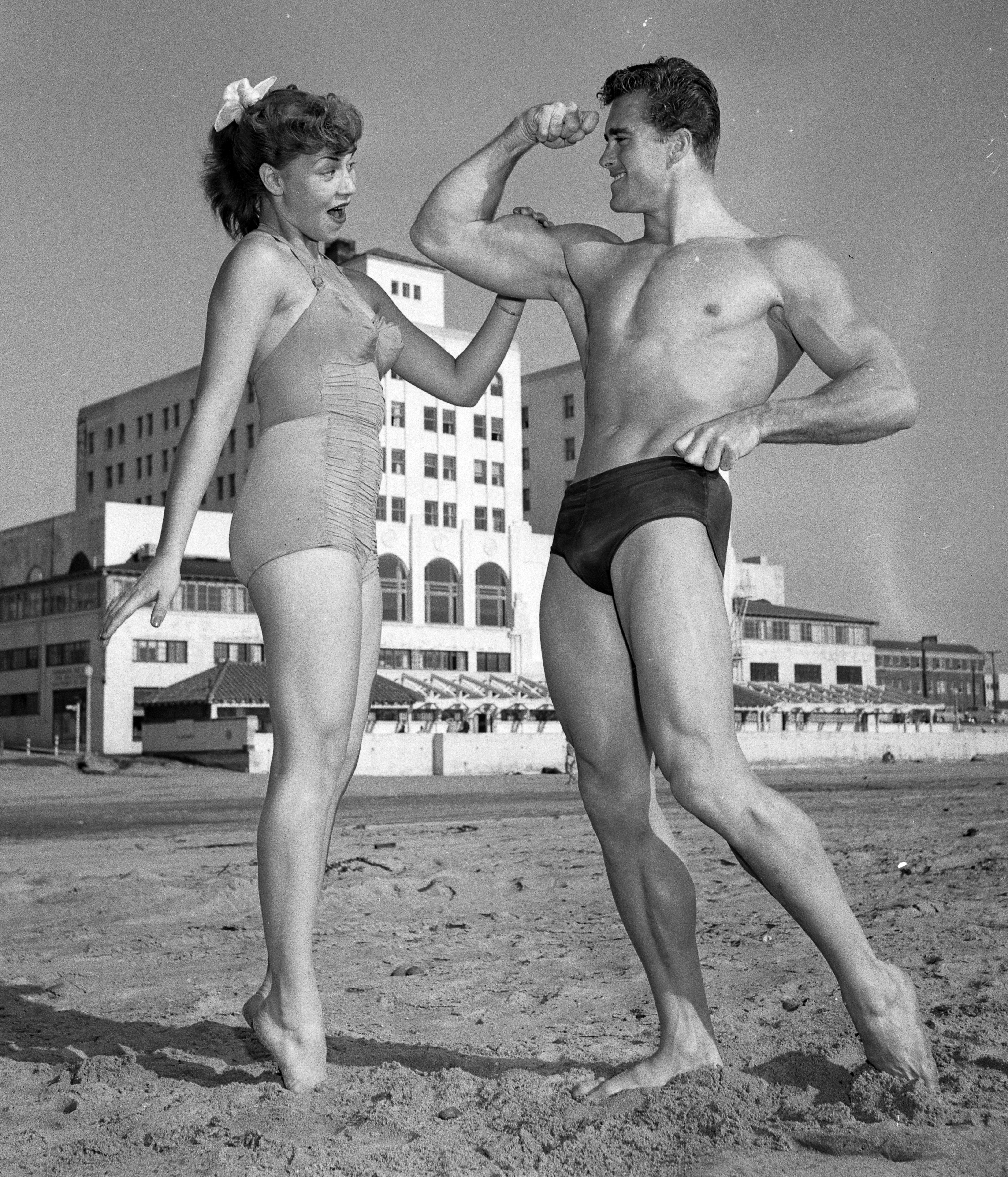
Прикосновение женщины к мужчине

Большинство людей ценят свое личное пространство и испытывают дискомфорт, гнев или тревогу, когда кто-то посягает на него без согласия. Вход в чье-то личное пространство обычно является признаком фамильярности и близости. Однако в современном обществе, особенно в многолюдных городских поселениях, порой сложно сохранить личное пространство, например, в переполненном поезде, лифте или на улице. Многие люди находят физическую близость в людных местах психологически тревожной и неудобной. В безличной многолюдной ситуации люди обычно избегают зрительного контакта. Даже в людном месте важно сохранять личное пространство. Непрошенные интимные контакты, такие как фроттеризм и ощупывание без согласия, в современном обществе неприемлемы.
С другой стороны, большинство людей время от времени желают физической близости с другими и иногда приветствуют знакомого и надежного человека в своем личном пространстве. Когда партнер или друг недоступен в такое время, некоторые люди удовлетворяют эту потребность путем физических контактов в многолюдных местах, таких как бар, ночной клуб, рок-концерт, уличный фестиваль и т. д.

## Демонстрация привязанности

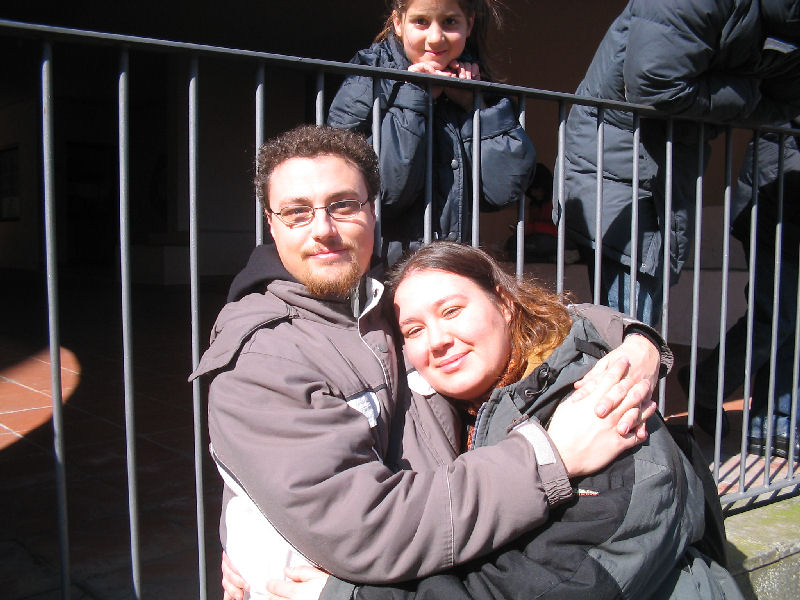

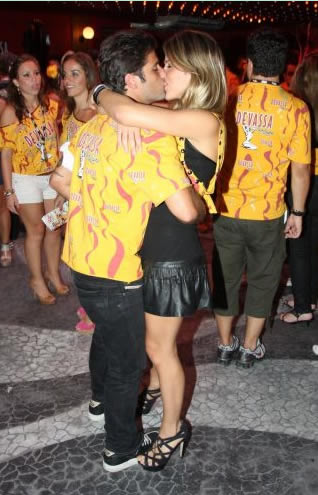
Бразильский актёр Бруну Гальяссу и его жена актриса Джованна Эвбанк

Люди, отношения которых являются близкими, могут входить в личное пространство друг друга, и устанавливать физический контакт. Это может служить индикаторами привязанности и доверия. То, как люди проявляют привязанность, обычно отличается в публичном контексте от личного. Наедине люди, состоящие в близких отношениях или знакомые друг с другом, могут спокойно относиться к физическому контакту и проявлениям привязанности, которые могут включать:
- объятия
- ласки (например, головы, рук, рук, спины и талии)
- щекотка (например, спина и талия)
- массаж (например, шеи, плеч, спины, бедер) или
- касание голов[англ.]

Однако на публике и в зависимости от характера отношений между людьми публичное проявление привязанности, как правило, ограничивается социальными нормами и может варьироваться от жеста, такого как поцелуй или объятие при приветствии, до объятия или рукопожатия. Поддержание зрительного контакта в социальном и психологическом плане можно рассматривать как аналог прикосновения.

## Культура
Роль прикосновения в межличностных отношениях в процессе развития и в разных культурах недостаточно изучена, однако некоторые данные наблюдений свидетельствуют о том, что в культурах, которые допускает более тесный физический контакт, уровень насилия ниже, особенно у детей и подростков. Народы, живущие ближе к экватору (Средиземноморье, Центральная и Южная Америка, исламские страны), как правило, допускают более тесные контакты, чем более северные народы: Северная Европа, Северная Америка. Исключением из этого правила могут быть народы Восточной Азии живущие на стыке субтропического и умеренного климатических поясов, где стараются не допускать тесные физические контакты, но уровень насилия в обществе и преступность остаётся крайне низкой. Публичное проявление межличностных прикосновений и близости, по-видимому, также различается в разных культурах.
Термин "skinship" (яп. スキンシップ 'sukinshippu') возник как псевдоанглийское японское слово (wasei-eigo), которое было придумано для описания физических контактов или близости между матерью и ребёнком. Термин был предложен педиатром и психологом развития Нобуёси Хираи (平井信義) в 1953 году. Самое раннее упоминание этого слова появляется в журнале Nihon Kokugo Daijiten в 1971 году. Это слово также используется в Южной Корее.

## Другие проявления
Американский психолог Дэвид Бернс считает, что интимный физический контакт с собой, то есть мастурбация, есть физическое выражение любви к себе и первый шаг к принятию своей чувственности и сексуальности. По мнению Бернса, «для множества людей она может стать важным этапом на пути к любви и близости с другим человеком».